# Æthelstan (East Anglia)
Æthelstan (auch: Aethelstan  oder Eþelstan) war von circa 827 bis 845 König des angelsächsischen Königreichs East Anglia.

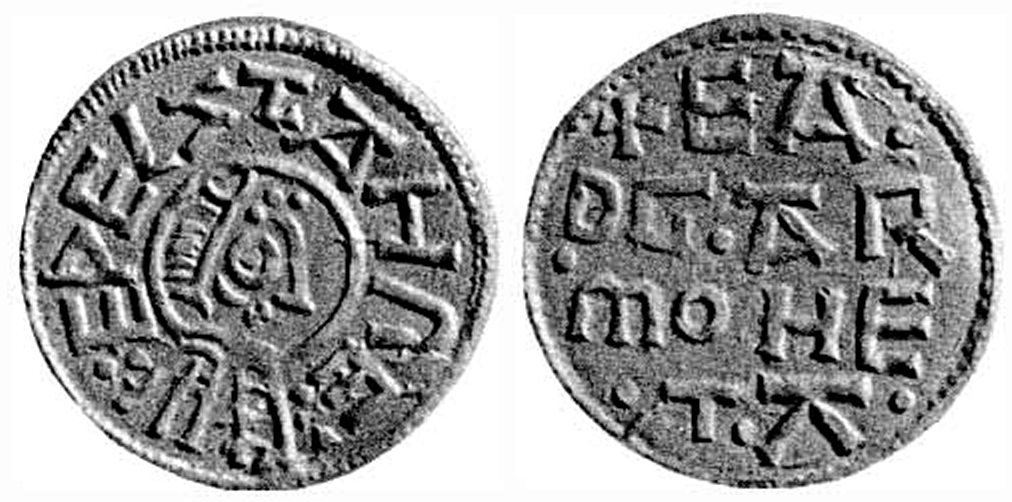
Münze des Königs Æthelstan

## Leben
Zu Æthelstans Leben wurden keine zeitgenössischen Berichte überliefert. Er ist nur durch circa 60 Münzen bekannt, die seinen Namen tragen.
East Anglia wurde seit dem Beginn des 9. Jahrhunderts von den Königen Mercias regiert. Æthelstan ließ bereits in den frühen 820er Jahren Münzen prägen, was auf einen zunächst erfolglosen Versuch hinweist, die Macht in East Anglia zu erringen. Vermutlich führte Æthelstan seit dem Jahr 825 mit der Unterstützung des Königs Egbert von Wessex eine Revolte gegen Mercia an. Noch 825 fiel der mercische König Beornwulf. Sein Nachfolger Ludeca fand 827 in den Kämpfen den Tod und East Anglia wurde wieder unabhängig. Um das Jahr 845 folgte ihm Æthelweard auf den Thron.